# Saint-Hilaire-les-Andrésis

Saint-Hilaire-les-Andrésis este o comună în departamentul Loiret din centrul Franței. În 1 ianuarie 2022 avea o populație de 953 de locuitori.